# Lista di asteroidi (482001-483000)
Di seguito una lista di asteroidi dal numero 482001 al 483000 con data di scoperta e scopritore.

## 482001-482100
| Nome     | Designazione provvisoria | Data di scoperta  | Scopritore             |
| -------- | ------------------------ | ----------------- | ---------------------- |
| 482001 - | 2009 SR125               | 14 novembre 2006  | Spacewatch             |
| 482002 - | 2009 SL141               | 19 settembre 2009 | Spacewatch             |
| 482003 - | 2009 SZ150               | 27 novembre 2006  | Mt. Lemmon Survey      |
| 482004 - | 2009 SL151               | 20 settembre 2009 | Spacewatch             |
| 482005 - | 2009 SN158               | 20 settembre 2009 | Spacewatch             |
| 482006 - | 2009 SA180               | 20 settembre 2009 | Spacewatch             |
| 482007 - | 2009 SN186               | 21 settembre 2009 | Spacewatch             |
| 482008 - | 2009 SY228               | 26 settembre 2009 | LightBuckets           |
| 482009 - | 2009 SS234               | 16 settembre 2009 | Mt. Lemmon Survey      |
| 482010 - | 2009 SL267               | 23 settembre 2009 | Mt. Lemmon Survey      |
| 482011 - | 2009 SK298               | 21 settembre 2009 | CSS                    |
| 482012 - | 2009 TB21                | 11 ottobre 2009   | OAM                    |
| 482013 - | 2009 TN36                | 14 ottobre 2009   | OAM                    |
| 482014 - | 2009 TA47                | 15 ottobre 2009   | LINEAR                 |
| 482015 - | 2009 US13                | 18 ottobre 2009   | Spacewatch             |
| 482016 - | 2009 UT24                | 18 ottobre 2009   | Mt. Lemmon Survey      |
| 482017 - | 2009 UW28                | 22 settembre 2009 | Mt. Lemmon Survey      |
| 482018 - | 2009 UB99                | 23 ottobre 2009   | Mt. Lemmon Survey      |
| 482019 - | 2009 UQ121               | 25 ottobre 2009   | Spacewatch             |
| 482020 - | 2009 UU127               | 28 ottobre 2009   | BATTeRS                |
| 482021 - | 2009 UR147               | 17 ottobre 2009   | Mt. Lemmon Survey      |
| 482022 - | 2009 UX152               | 20 settembre 2009 | Mt. Lemmon Survey      |
| 482023 - | 2009 VY                  | 16 ottobre 2009   | CSS                    |
| 482024 - | 2009 VM3                 | 22 ottobre 2009   | Mt. Lemmon Survey      |
| 482025 - | 2009 VP7                 | 8 novembre 2009   | CSS                    |
| 482026 - | 2009 VX43                | 14 ottobre 2009   | Mt. Lemmon Survey      |
| 482027 - | 2009 VS45                | 8 novembre 2009   | Spacewatch             |
| 482028 - | 2009 VN54                | 18 settembre 2009 | Mt. Lemmon Survey      |
| 482029 - | 2009 VK71                | 9 novembre 2009   | Mt. Lemmon Survey      |
| 482030 - | 2009 VE94                | 23 ottobre 2009   | Mt. Lemmon Survey      |
| 482031 - | 2009 VK95                | 10 novembre 2009  | Spacewatch             |
| 482032 - | 2009 VH115               | 22 settembre 2009 | Mt. Lemmon Survey      |
| 482033 - | 2009 WB17                | 16 marzo 2004     | Spacewatch             |
| 482034 - | 2009 WA23                | 27 ottobre 2009   | Spacewatch             |
| 482035 - | 2009 WL23                | 18 novembre 2009  | Spacewatch             |
| 482036 - | 2009 WZ26                | 27 ottobre 2009   | Spacewatch             |
| 482037 - | 2009 WO36                | 17 novembre 2009  | Spacewatch             |
| 482038 - | 2009 WR71                | 10 novembre 2009  | Spacewatch             |
| 482039 - | 2009 WH78                | 17 settembre 1998 | LONEOS                 |
| 482040 - | 2009 WZ84                | 21 novembre 2006  | Mt. Lemmon Survey      |
| 482041 - | 2009 WT105               | 25 novembre 2009  | Mayhill                |
| 482042 - | 2009 WO142               | 19 novembre 2009  | Spacewatch             |
| 482043 - | 2009 WF165               | 21 novembre 2009  | Spacewatch             |
| 482044 - | 2009 WJ223               | 16 novembre 2009  | Spacewatch             |
| 482045 - | 2009 WL234               | 13 dicembre 2006  | Spacewatch             |
| 482046 - | 2009 WD236               | 21 novembre 2009  | Spacewatch             |
| 482047 - | 2009 WB256               | 22 novembre 2009  | Spacewatch             |
| 482048 - | 2009 WT259               | 16 novembre 2009  | Spacewatch             |
| 482049 - | 2009 XG8                 | 15 dicembre 2009  | Mt. Lemmon Survey      |
| 482050 - | 2009 XF15                | 15 dicembre 2009  | Mt. Lemmon Survey      |
| 482051 - | 2009 XH19                | 16 novembre 2009  | Mt. Lemmon Survey      |
| 482052 - | 2009 YB3                 | 17 dicembre 2009  | Mt. Lemmon Survey      |
| 482053 - | 2009 YK9                 | 6 ottobre 2005    | CSS                    |
| 482054 - | 2010 AE                  | 5 gennaio 2010    | Spacewatch             |
| 482055 - | 2010 AH30                | 10 gennaio 2010   | Mt. Lemmon Survey      |
| 482056 - | 2010 AG64                | 10 gennaio 2010   | Spacewatch             |
| 482057 - | 2010 AM70                | 12 gennaio 2010   | CSS                    |
| 482058 - | 2010 AF80                | 12 gennaio 2010   | Mt. Lemmon Survey      |
| 482059 - | 2010 BF2                 | 29 aprile 2003    | Spacewatch             |
| 482060 - | 2010 BA4                 | 23 gennaio 2010   | BATTeRS                |
| 482061 - | 2010 BN62                | 21 gennaio 2010   | WISE                   |
| 482062 - | 2010 CF4                 | 21 gennaio 1996   | Spacewatch             |
| 482063 - | 2010 CA12                | 6 febbraio 2010   | Lowe, A.               |
| 482064 - | 2010 CR31                | 24 novembre 2009  | Mt. Lemmon Survey      |
| 482065 - | 2010 CO68                | 10 febbraio 2010  | Spacewatch             |
| 482066 - | 2010 CV73                | 13 febbraio 2010  | Mt. Lemmon Survey      |
| 482067 - | 2010 CH99                | 14 febbraio 2010  | Spacewatch             |
| 482068 - | 2010 CU111               | 23 gennaio 2006   | Mt. Lemmon Survey      |
| 482069 - | 2010 CV113               | 5 dicembre 2005   | Spacewatch             |
| 482070 - | 2010 CD134               | 15 febbraio 2010  | WISE                   |
| 482071 - | 2010 CT139               | 15 febbraio 2010  | Mt. Lemmon Survey      |
| 482072 - | 2010 CR249               | 18 dicembre 2009  | Mt. Lemmon Survey      |
| 482073 - | 2010 DJ23                | 18 febbraio 2010  | WISE                   |
| 482074 - | 2010 DV34                | 12 gennaio 2010   | Spacewatch             |
| 482075 - | 2010 DR79                | 16 febbraio 2010  | Mt. Lemmon Survey      |
| 482076 - | 2010 EH32                | 4 marzo 2010      | Spacewatch             |
| 482077 - | 2010 EU40                | 10 febbraio 2010  | Spacewatch             |
| 482078 - | 2010 EY42                | 12 marzo 2010     | PMO NEO Survey Program |
| 482079 - | 2010 ED71                | 12 marzo 2010     | Mt. Lemmon Survey      |
| 482080 - | 2010 ED86                | 13 marzo 2010     | Spacewatch             |
| 482081 - | 2010 EG109               | 15 marzo 2010     | Mt. Lemmon Survey      |
| 482082 - | 2010 EM127               | 15 marzo 2010     | CSS                    |
| 482083 - | 2010 EB132               | 15 marzo 2010     | Mt. Lemmon Survey      |
| 482084 - | 2010 FL6                 | 16 marzo 2010     | BATTeRS                |
| 482085 - | 2010 GV128               | 1º novembre 2008  | Spacewatch             |
| 482086 - | 2010 HG8                 | 15 dicembre 2009  | Mt. Lemmon Survey      |
| 482087 - | 2010 HP21                | 22 aprile 2010    | WISE                   |
| 482088 - | 2010 HW22                | 25 aprile 2010    | WISE                   |
| 482089 - | 2010 HM103               | 8 aprile 2010     | Spacewatch             |
| 482090 - | 2010 JD48                | 4 maggio 2010     | Spacewatch             |
| 482091 - | 2010 JS57                | 20 aprile 2007    | Spacewatch             |
| 482092 - | 2010 JF118               | 9 febbraio 2010   | WISE                   |
| 482093 - | 2010 JZ157               | 13 maggio 2010    | Spacewatch             |
| 482094 - | 2010 LD46                | 8 giugno 2010     | WISE                   |
| 482095 - | 2010 LM101               | 13 giugno 2010    | WISE                   |
| 482096 - | 2010 LV114               | 13 giugno 2010    | WISE                   |
| 482097 - | 2010 LF132               | 16 giugno 2010    | WISE                   |
| 482098 - | 2010 MV1                 | 20 giugno 2010    | Mt. Lemmon Survey      |
| 482099 - | 2010 MM11                | 17 giugno 2010    | WISE                   |
| 482100 - | 2010 MR28                | 19 giugno 2010    | WISE                   |

## 482101-482200
| Nome     | Designazione provvisoria | Data di scoperta  | Scopritore           |
| -------- | ------------------------ | ----------------- | -------------------- |
| 482101 - | 2010 MB43                | 16 marzo 2010     | CSS                  |
| 482102 - | 2010 MX45                | 12 ottobre 1999   | LINEAR               |
| 482103 - | 2010 MG59                | 24 giugno 2010    | WISE                 |
| 482104 - | 2010 MU71                | 25 giugno 2010    | WISE                 |
| 482105 - | 2010 MS74                | 26 giugno 2010    | WISE                 |
| 482106 - | 2010 MX79                | 26 giugno 2010    | WISE                 |
| 482107 - | 2010 MD80                | 26 giugno 2010    | WISE                 |
| 482108 - | 2010 MC83                | 27 giugno 2010    | WISE                 |
| 482109 - | 2010 MG100               | 29 giugno 2010    | WISE                 |
| 482110 - | 2010 MX108               | 30 giugno 2010    | WISE                 |
| 482111 - | 2010 NT1                 | 4 luglio 2010     | WISE                 |
| 482112 - | 2010 NN17                | 6 luglio 2010     | WISE                 |
| 482113 - | 2010 NF20                | 2 luglio 2010     | WISE                 |
| 482114 - | 2010 NZ32                | 8 luglio 2010     | WISE                 |
| 482115 - | 2010 NM52                | 10 luglio 2010    | WISE                 |
| 482116 - | 2010 NC67                | 3 dicembre 2005   | Spacewatch           |
| 482117 - | 2010 NQ77                | 12 ottobre 1999   | LINEAR               |
| 482118 - | 2010 NH98                | 25 novembre 2005  | Spacewatch           |
| 482119 - | 2010 OW21                | 18 luglio 2010    | WISE                 |
| 482120 - | 2010 OG24                | 18 luglio 2010    | WISE                 |
| 482121 - | 2010 OZ42                | 21 luglio 2010    | WISE                 |
| 482122 - | 2010 OF80                | 26 luglio 2010    | WISE                 |
| 482123 - | 2010 OG110               | 1º aprile 2008    | Spacewatch           |
| 482124 - | 2010 OD124               | 31 luglio 2010    | WISE                 |
| 482125 - | 2010 PX2                 | 15 agosto 2004    | Siding Spring Survey |
| 482126 - | 2010 PJ63                | 19 giugno 2010    | Mt. Lemmon Survey    |
| 482127 - | 2010 PR70                | 10 agosto 2010    | WISE                 |
| 482128 - | 2010 RY1                 | 19 giugno 2010    | Mt. Lemmon Survey    |
| 482129 - | 2010 RC5                 | 1º settembre 2010 | ESA OGS              |
| 482130 - | 2010 RN50                | 11 luglio 2010    | WISE                 |
| 482131 - | 2010 RS81                | 9 marzo 2008      | Spacewatch           |
| 482132 - | 2010 RF100               | 28 gennaio 2007   | Mt. Lemmon Survey    |
| 482133 - | 2010 RG116               | 27 gennaio 2007   | Mt. Lemmon Survey    |
| 482134 - | 2010 RB154               | 15 settembre 2010 | Spacewatch           |
| 482135 - | 2010 RU155               | 15 settembre 2010 | Spacewatch           |
| 482136 - | 2010 RB172               | 4 settembre 2010  | Spacewatch           |
| 482137 - | 2010 RT174               | 9 settembre 2010  | Spacewatch           |
| 482138 - | 2010 RL176               | 10 settembre 2010 | Spacewatch           |
| 482139 - | 2010 RP182               | 9 luglio 2010     | WISE                 |
| 482140 - | 2010 RC183               | 15 marzo 2007     | Spacewatch           |
| 482141 - | 2010 RR183               | 30 novembre 1999  | Spacewatch           |
| 482142 - | 2010 SE13                | 18 settembre 2010 | Mt. Lemmon Survey    |
| 482143 - | 2010 SE20                | 18 settembre 2010 | Spacewatch           |
| 482144 - | 2010 SJ26                | 24 giugno 2010    | WISE                 |
| 482145 - | 2010 TP8                 | 2 settembre 2010  | Mt. Lemmon Survey    |
| 482146 - | 2010 TD9                 | 22 agosto 2004    | Spacewatch           |
| 482147 - | 2010 TD10                | 3 settembre 1999  | Spacewatch           |
| 482148 - | 2010 TA13                | 15 settembre 2010 | Spacewatch           |
| 482149 - | 2010 TF14                | 4 novembre 2005   | Mt. Lemmon Survey    |
| 482150 - | 2010 TL23                | 10 luglio 2010    | WISE                 |
| 482151 - | 2010 TP30                | 1º novembre 2005  | Spacewatch           |
| 482152 - | 2010 TT32                | 2 ottobre 2010    | Spacewatch           |
| 482153 - | 2010 TB34                | 2 ottobre 2010    | Spacewatch           |
| 482154 - | 2010 TN36                | 3 ottobre 2010    | CSS                  |
| 482155 - | 2010 TY38                | 24 febbraio 2009  | CSS                  |
| 482156 - | 2010 TA57                | 8 settembre 2010  | Spacewatch           |
| 482157 - | 2010 TR67                | 4 settembre 2010  | Spacewatch           |
| 482158 - | 2010 TN71                | 30 settembre 2010 | CSS                  |
| 482159 - | 2010 TN79                | 17 settembre 2010 | Spacewatch           |
| 482160 - | 2010 TV79                | 17 settembre 2010 | Spacewatch           |
| 482161 - | 2010 TG86                | 30 settembre 2010 | Mt. Lemmon Survey    |
| 482162 - | 2010 TN92                | 30 maggio 2009    | Mt. Lemmon Survey    |
| 482163 - | 2010 TC100               | 9 luglio 2010     | WISE                 |
| 482164 - | 2010 TD101               | 11 marzo 2007     | Spacewatch           |
| 482165 - | 2010 TL120               | 27 ottobre 2005   | Spacewatch           |
| 482166 - | 2010 TP121               | 28 giugno 2010    | WISE                 |
| 482167 - | 2010 TQ152               | 30 ottobre 2005   | Mt. Lemmon Survey    |
| 482168 - | 2010 TS153               | 26 ottobre 2005   | Spacewatch           |
| 482169 - | 2010 TD159               | 30 dicembre 2005  | Mt. Lemmon Survey    |
| 482170 - | 2010 TH172               | 17 settembre 2010 | Mt. Lemmon Survey    |
| 482171 - | 2010 TU172               | 18 settembre 2010 | Mt. Lemmon Survey    |
| 482172 - | 2010 TU176               | 9 ottobre 2010    | CSS                  |
| 482173 - | 2010 TG178               | 19 settembre 2010 | Spacewatch           |
| 482174 - | 2010 TZ183               | 3 ottobre 2005    | Spacewatch           |
| 482175 - | 2010 TC186               | 30 luglio 2010    | WISE                 |
| 482176 - | 2010 TQ189               | 10 marzo 2007     | Mt. Lemmon Survey    |
| 482177 - | 2010 UA8                 | 18 marzo 2009     | CSS                  |
| 482178 - | 2010 UV10                | 17 ottobre 2010   | Mt. Lemmon Survey    |
| 482179 - | 2010 UN30                | 5 aprile 2008     | Spacewatch           |
| 482180 - | 2010 UT31                | 30 settembre 2010 | Mt. Lemmon Survey    |
| 482181 - | 2010 UQ32                | 11 ottobre 2010   | Mt. Lemmon Survey    |
| 482182 - | 2010 UJ36                | 22 aprile 2007    | Spacewatch           |
| 482183 - | 2010 UY37                | 14 ottobre 2010   | Mt. Lemmon Survey    |
| 482184 - | 2010 UN44                | 30 ottobre 2010   | CSS                  |
| 482185 - | 2010 UN51                | 14 ottobre 2010   | Mt. Lemmon Survey    |
| 482186 - | 2010 UC57                | 1º agosto 2010    | WISE                 |
| 482187 - | 2010 UW62                | 13 ottobre 2010   | Mt. Lemmon Survey    |
| 482188 - | 2010 UD63                | 30 ottobre 2010   | CSS                  |
| 482189 - | 2010 UL75                | 11 ottobre 2010   | CSS                  |
| 482190 - | 2010 US75                | 13 ottobre 2010   | Mt. Lemmon Survey    |
| 482191 - | 2010 UR86                | 25 luglio 2010    | WISE                 |
| 482192 - | 2010 UL90                | 31 ottobre 2010   | Spacewatch           |
| 482193 - | 2010 UO101               | 4 dicembre 2005   | Spacewatch           |
| 482194 - | 2010 VN40                | 11 ottobre 2010   | Mt. Lemmon Survey    |
| 482195 - | 2010 VU59                | 14 marzo 2007     | Spacewatch           |
| 482196 - | 2010 VL64                | 6 novembre 2010   | Mt. Lemmon Survey    |
| 482197 - | 2010 VG71                | 28 ottobre 2010   | Mt. Lemmon Survey    |
| 482198 - | 2010 VO91                | 17 novembre 2004  | CINEOS               |
| 482199 - | 2010 VX93                | 11 settembre 2010 | Mt. Lemmon Survey    |
| 482200 - | 2010 VA103               | 5 novembre 2010   | Mt. Lemmon Survey    |

## 482201-482300
| Nome     | Designazione provvisoria | Data di scoperta  | Scopritore           |
| -------- | ------------------------ | ----------------- | -------------------- |
| 482201 - | 2010 VV115               | 30 ottobre 2010   | Spacewatch           |
| 482202 - | 2010 VW118               | 27 dicembre 2005  | Spacewatch           |
| 482203 - | 2010 VV160               | 29 ottobre 2010   | Spacewatch           |
| 482204 - | 2010 VU170               | 14 marzo 2007     | Mt. Lemmon Survey    |
| 482205 - | 2010 VF173               | 10 novembre 2010  | Mt. Lemmon Survey    |
| 482206 - | 2010 VR175               | 17 ottobre 2010   | Mt. Lemmon Survey    |
| 482207 - | 2010 VU180               | 11 novembre 2010  | Mt. Lemmon Survey    |
| 482208 - | 2010 VQ199               | 9 novembre 1999   | LINEAR               |
| 482209 - | 2010 VB213               | 23 luglio 2010    | WISE                 |
| 482210 - | 2010 VW214               | 18 settembre 2010 | Mt. Lemmon Survey    |
| 482211 - | 2010 VA215               | 30 ottobre 2005   | Mt. Lemmon Survey    |
| 482212 - | 2010 WM11                | 6 ottobre 2004    | Spacewatch           |
| 482213 - | 2010 WP11                | 16 novembre 2010  | Mt. Lemmon Survey    |
| 482214 - | 2010 WG31                | 11 novembre 2010  | Mt. Lemmon Survey    |
| 482215 - | 2010 WY40                | 30 ottobre 2010   | Spacewatch           |
| 482216 - | 2010 WX44                | 26 dicembre 2005  | Mt. Lemmon Survey    |
| 482217 - | 2010 WO52                | 14 ottobre 2010   | Mt. Lemmon Survey    |
| 482218 - | 2010 WM74                | 7 novembre 2010   | CSS                  |
| 482219 - | 2010 XS1                 | 29 novembre 2005  | Spacewatch           |
| 482220 - | 2010 XC21                | 12 novembre 2010  | Spacewatch           |
| 482221 - | 2010 XF21                | 6 novembre 2010   | CSS                  |
| 482222 - | 2010 XW27                | 10 ottobre 2004   | Spacewatch           |
| 482223 - | 2010 XJ30                | 2 gennaio 2006    | CSS                  |
| 482224 - | 2010 XF66                | 10 dicembre 2010  | Mt. Lemmon Survey    |
| 482225 - | 2010 XS74                | 7 ottobre 2004    | Spacewatch           |
| 482226 - | 2011 AP21                | 24 maggio 2006    | Spacewatch           |
| 482227 - | 2011 AB47                | 28 settembre 2006 | Spacewatch           |
| 482228 - | 2011 BH10                | 22 gennaio 2011   | Mt. Lemmon Survey    |
| 482229 - | 2011 BG23                | 7 dicembre 2010   | Mt. Lemmon Survey    |
| 482230 - | 2011 BW79                | 27 gennaio 2011   | Mt. Lemmon Survey    |
| 482231 - | 2011 BZ91                | 21 novembre 2006  | Mt. Lemmon Survey    |
| 482232 - | 2011 CO25                | 27 gennaio 2011   | Mt. Lemmon Survey    |
| 482233 - | 2011 CR50                | 6 ottobre 2008    | Mt. Lemmon Survey    |
| 482234 - | 2011 CG71                | 28 gennaio 2011   | CSS                  |
| 482235 - | 2011 CS107               | 22 settembre 2003 | Spacewatch           |
| 482236 - | 2011 EC78                | 1º settembre 2005 | Spacewatch           |
| 482237 - | 2011 FS20                | 2 marzo 2011      | Spacewatch           |
| 482238 - | 2011 FR28                | 25 marzo 2011     | CSS                  |
| 482239 - | 2011 FP67                | 26 novembre 2009  | Spacewatch           |
| 482240 - | 2011 FE80                | 11 marzo 2011     | Spacewatch           |
| 482241 - | 2011 FV99                | 10 novembre 2009  | Spacewatch           |
| 482242 - | 2011 GH72                | 12 marzo 2011     | Mt. Lemmon Survey    |
| 482243 - | 2011 GO74                | 13 aprile 2011    | Spacewatch           |
| 482244 - | 2011 HR                  | 24 aprile 2011    | Pan-STARRS 1         |
| 482245 - | 2011 HN29                | 19 marzo 2007     | Mt. Lemmon Survey    |
| 482246 - | 2011 HB66                | 27 marzo 2011     | Spacewatch           |
| 482247 - | 2011 HZ92                | 8 marzo 2011      | Spacewatch           |
| 482248 - | 2011 JS25                | 11 aprile 2011    | Mt. Lemmon Survey    |
| 482249 - | 2011 KT21                | 19 aprile 2010    | WISE                 |
| 482250 - | 2011 LL2                 | 5 giugno 2011     | CSS                  |
| 482251 - | 2011 MW4                 | 4 giugno 2011     | Mt. Lemmon Survey    |
| 482252 - | 2011 NO3                 | 15 gennaio 2004   | Spacewatch           |
| 482253 - | 2011 OA11                | 13 settembre 2007 | CSS                  |
| 482254 - | 2011 OK22                | 8 ottobre 2007    | CSS                  |
| 482255 - | 2011 OD41                | 17 giugno 2010    | WISE                 |
| 482256 - | 2011 PC1                 | 30 giugno 2011    | Siding Spring Survey |
| 482257 - | 2011 PM1                 | 5 settembre 2007  | LONEOS               |
| 482258 - | 2011 PV9                 | 7 giugno 2011     | Mt. Lemmon Survey    |
| 482259 - | 2011 QO26                | 24 ottobre 2007   | Mt. Lemmon Survey    |
| 482260 - | 2011 QV27                | 8 ottobre 2007    | CSS                  |
| 482261 - | 2011 QP32                | 20 ottobre 2007   | Mt. Lemmon Survey    |
| 482262 - | 2011 QJ45                | 8 ottobre 2007    | CSS                  |
| 482263 - | 2011 QR54                | 19 novembre 2007  | Mt. Lemmon Survey    |
| 482264 - | 2011 QW73                | 13 marzo 2010     | Spacewatch           |
| 482265 - | 2011 QQ89                | 5 ottobre 2002    | Spacewatch           |
| 482266 - | 2011 QK99                | 13 marzo 2008     | Spacewatch           |
| 482267 - | 2011 RC3                 | 19 dicembre 2004  | Spacewatch           |
| 482268 - | 2011 RG4                 | 1º ottobre 2002   | LONEOS               |
| 482269 - | 2011 RG16                | 18 gennaio 2009   | Spacewatch           |
| 482270 - | 2011 RM17                | 3 novembre 2007   | Spacewatch           |
| 482271 - | 2011 RR19                | 30 dicembre 2007  | Mt. Lemmon Survey    |
| 482272 - | 2011 SX6                 | 4 novembre 2007   | Spacewatch           |
| 482273 - | 2011 SX19                | 14 ottobre 2007   | Mt. Lemmon Survey    |
| 482274 - | 2011 SU63                | 8 aprile 2010     | Spacewatch           |
| 482275 - | 2011 SU103               | 23 settembre 2011 | Spacewatch           |
| 482276 - | 2011 SY117               | 1º ottobre 2002   | LONEOS               |
| 482277 - | 2011 SJ121               | 21 settembre 2011 | Spacewatch           |
| 482278 - | 2011 SS122               | 20 settembre 2011 | Spacewatch           |
| 482279 - | 2011 SO135               | 21 settembre 2011 | CSS                  |
| 482280 - | 2011 SX146               | 26 settembre 2011 | Mt. Lemmon Survey    |
| 482281 - | 2011 SC213               | 21 settembre 2011 | Spacewatch           |
| 482282 - | 2011 SJ215               | 2 marzo 2009      | Mt. Lemmon Survey    |
| 482283 - | 2011 SH227               | 5 novembre 2007   | Mt. Lemmon Survey    |
| 482284 - | 2011 SF231               | 29 settembre 2011 | Spacewatch           |
| 482285 - | 2011 SM245               | 21 agosto 2006    | Spacewatch           |
| 482286 - | 2011 SU256               | 15 settembre 2006 | Spacewatch           |
| 482287 - | 2011 SL268               | 23 settembre 2011 | Mt. Lemmon Survey    |
| 482288 - | 2011 TL1                 | 20 settembre 2011 | Spacewatch           |
| 482289 - | 2011 TU2                 | 22 settembre 2011 | CSS                  |
| 482290 - | 2011 TQ7                 | 26 settembre 2011 | Spacewatch           |
| 482291 - | 2011 TT8                 | 23 settembre 2011 | Spacewatch           |
| 482292 - | 2011 TV11                | 18 marzo 2009     | Spacewatch           |
| 482293 - | 2011 TO13                | 7 settembre 2011  | Spacewatch           |
| 482294 - | 2011 TH15                | 21 settembre 2011 | CSS                  |
| 482295 - | 2011 TS15                | 21 settembre 2011 | CSS                  |
| 482296 - | 2011 UM1                 | 16 ottobre 2011   | Spacewatch           |
| 482297 - | 2011 UJ6                 | 21 dicembre 2007  | Mt. Lemmon Survey    |
| 482298 - | 2011 UG53                | 18 ottobre 2011   | Spacewatch           |
| 482299 - | 2011 UH68                | 22 settembre 2011 | Spacewatch           |
| 482300 - | 2011 UC80                | 11 gennaio 2008   | Spacewatch           |

## 482301-482400
| Nome     | Designazione provvisoria | Data di scoperta  | Scopritore             |
| -------- | ------------------------ | ----------------- | ---------------------- |
| 482301 - | 2011 UT85                | 20 ottobre 2011   | Mt. Lemmon Survey      |
| 482302 - | 2011 UR87                | 21 ottobre 2006   | Spacewatch             |
| 482303 - | 2011 UJ92                | 28 agosto 2006    | Spacewatch             |
| 482304 - | 2011 UF95                | 19 ottobre 2011   | Mt. Lemmon Survey      |
| 482305 - | 2011 UC97                | 21 agosto 2006    | Spacewatch             |
| 482306 - | 2011 UL126               | 20 ottobre 2011   | Spacewatch             |
| 482307 - | 2011 UT128               | 20 ottobre 2011   | Spacewatch             |
| 482308 - | 2011 UA133               | 3 novembre 2007   | Spacewatch             |
| 482309 - | 2011 UF146               | 24 ottobre 2011   | Spacewatch             |
| 482310 - | 2011 UR161               | 23 ottobre 2011   | Spacewatch             |
| 482311 - | 2011 UV180               | 6 aprile 1999     | Spacewatch             |
| 482312 - | 2011 UE193               | 20 settembre 2011 | Mt. Lemmon Survey      |
| 482313 - | 2011 UF201               | 25 ottobre 2011   | PMO NEO Survey Program |
| 482314 - | 2011 UF207               | 23 febbraio 2010  | WISE                   |
| 482315 - | 2011 US209               | 26 settembre 2011 | Spacewatch             |
| 482316 - | 2011 UP228               | 15 marzo 2004     | Spacewatch             |
| 482317 - | 2011 UV236               | 22 settembre 2011 | Mt. Lemmon Survey      |
| 482318 - | 2011 UA238               | 22 ottobre 2011   | Spacewatch             |
| 482319 - | 2011 UQ239               | 26 settembre 2006 | Mt. Lemmon Survey      |
| 482320 - | 2011 UT242               | 22 ottobre 2011   | Spacewatch             |
| 482321 - | 2011 UE244               | 2 ottobre 2006    | Mt. Lemmon Survey      |
| 482322 - | 2011 UC249               | 26 settembre 2006 | Spacewatch             |
| 482323 - | 2011 UJ251               | 22 ottobre 2011   | Spacewatch             |
| 482324 - | 2011 UT262               | 13 ottobre 2006   | Spacewatch             |
| 482325 - | 2011 UA263               | 21 ottobre 2011   | Mt. Lemmon Survey      |
| 482326 - | 2011 UU273               | 19 novembre 2003  | Spacewatch             |
| 482327 - | 2011 UG284               | 28 ottobre 2011   | Spacewatch             |
| 482328 - | 2011 UH297               | 21 ottobre 2011   | Spacewatch             |
| 482329 - | 2011 UM306               | 7 novembre 2002   | LINEAR                 |
| 482330 - | 2011 UC314               | 12 novembre 2006  | Mt. Lemmon Survey      |
| 482331 - | 2011 UX327               | 22 ottobre 2011   | Spacewatch             |
| 482332 - | 2011 UX329               | 23 ottobre 2011   | Spacewatch             |
| 482333 - | 2011 UL335               | 21 settembre 2011 | Spacewatch             |
| 482334 - | 2011 UE343               | 16 gennaio 2008   | Mt. Lemmon Survey      |
| 482335 - | 2011 UJ351               | 14 dicembre 2007  | Mt. Lemmon Survey      |
| 482336 - | 2011 UT353               | 28 marzo 2009     | Spacewatch             |
| 482337 - | 2011 UR390               | 21 ottobre 2006   | Spacewatch             |
| 482338 - | 2011 UO391               | 31 dicembre 2002  | LINEAR                 |
| 482339 - | 2011 UF402               | 12 novembre 2006  | Mt. Lemmon Survey      |
| 482340 - | 2011 VC10                | 28 settembre 2006 | Spacewatch             |
| 482341 - | 2011 VP16                | 20 ottobre 2011   | Spacewatch             |
| 482342 - | 2011 VX21                | 21 ottobre 2006   | Mt. Lemmon Survey      |
| 482343 - | 2011 VT22                | 21 ottobre 2011   | Mt. Lemmon Survey      |
| 482344 - | 2011 WL15                | 22 novembre 2011  | Pan-STARRS 1           |
| 482345 - | 2011 WH17                | 12 maggio 2010    | WISE                   |
| 482346 - | 2011 WX17                | 17 novembre 2007  | CSS                    |
| 482347 - | 2011 WU22                | 23 novembre 2006  | Spacewatch             |
| 482348 - | 2011 WH44                | 2 novembre 2011   | Mt. Lemmon Survey      |
| 482349 - | 2011 WE58                | 16 dicembre 2006  | Spacewatch             |
| 482350 - | 2011 WN60                | 13 gennaio 2002   | Spacewatch             |
| 482351 - | 2011 WW70                | 14 gennaio 2008   | Spacewatch             |
| 482352 - | 2011 WS76                | 10 maggio 2005    | Spacewatch             |
| 482353 - | 2011 WH79                | 21 ottobre 2006   | Spacewatch             |
| 482354 - | 2011 WE87                | 10 novembre 2006  | Spacewatch             |
| 482355 - | 2011 WS98                | 24 ottobre 2011   | Mt. Lemmon Survey      |
| 482356 - | 2011 WU105               | 23 ottobre 2011   | Spacewatch             |
| 482357 - | 2011 WF118               | 2 ottobre 2006    | Mt. Lemmon Survey      |
| 482358 - | 2011 WS118               | 18 novembre 2011  | Mt. Lemmon Survey      |
| 482359 - | 2011 WQ119               | 29 luglio 2006    | Siding Spring Survey   |
| 482360 - | 2011 WH130               | 27 ottobre 2011   | Mt. Lemmon Survey      |
| 482361 - | 2011 WF150               | 19 febbraio 2004  | LINEAR                 |
| 482362 - | 2011 WH152               | 21 agosto 2006    | Spacewatch             |
| 482363 - | 2011 XP1                 | 3 luglio 2005     | Mt. Lemmon Survey      |
| 482364 - | 2011 YZ10                | 1º ottobre 2005   | CSS                    |
| 482365 - | 2011 YN12                | 24 dicembre 2011  | Mt. Lemmon Survey      |
| 482366 - | 2011 YP13                | 3 maggio 2008     | Spacewatch             |
| 482367 - | 2011 YL14                | 13 marzo 2007     | CSS                    |
| 482368 - | 2011 YB17                | 28 novembre 2011  | Mt. Lemmon Survey      |
| 482369 - | 2011 YO20                | 27 dicembre 2011  | Mt. Lemmon Survey      |
| 482370 - | 2011 YL24                | 27 novembre 2011  | Mt. Lemmon Survey      |
| 482371 - | 2011 YH35                | 8 agosto 2010     | WISE                   |
| 482372 - | 2011 YB44                | 22 aprile 2002    | Spacewatch             |
| 482373 - | 2011 YC47                | 27 dicembre 2011  | Spacewatch             |
| 482374 - | 2011 YC53                | 27 dicembre 2011  | Spacewatch             |
| 482375 - | 2011 YJ60                | 18 luglio 2010    | WISE                   |
| 482376 - | 2011 YC66                | 25 novembre 2005  | CSS                    |
| 482377 - | 2011 YF69                | 11 luglio 2010    | WISE                   |
| 482378 - | 2011 YS75                | 27 dicembre 2011  | Mt. Lemmon Survey      |
| 482379 - | 2011 YC76                | 28 dicembre 2011  | Mt. Lemmon Survey      |
| 482380 - | 2011 YS77                | 27 dicembre 2005  | Spacewatch             |
| 482381 - | 2012 AN3                 | 11 ottobre 2010   | Mt. Lemmon Survey      |
| 482382 - | 2012 AQ3                 | 15 maggio 2008    | Mt. Lemmon Survey      |
| 482383 - | 2012 AZ3                 | 1º gennaio 2012   | Mt. Lemmon Survey      |
| 482384 - | 2012 AT7                 | 4 novembre 2010   | Mt. Lemmon Survey      |
| 482385 - | 2012 AT8                 | 1º ottobre 2005   | Spacewatch             |
| 482386 - | 2012 AP13                | 27 novembre 2011  | Mt. Lemmon Survey      |
| 482387 - | 2012 AD14                | 1º agosto 2010    | WISE                   |
| 482388 - | 2012 AW16                | 24 dicembre 2006  | Mt. Lemmon Survey      |
| 482389 - | 2012 AT18                | 23 gennaio 2004   | LINEAR                 |
| 482390 - | 2012 AX19                | 25 dicembre 2011  | Spacewatch             |
| 482391 - | 2012 AN23                | 1º gennaio 2012   | Mt. Lemmon Survey      |
| 482392 - | 2012 BG5                 | 7 maggio 2008     | Mt. Lemmon Survey      |
| 482393 - | 2012 BR6                 | 7 ottobre 2010    | CSS                    |
| 482394 - | 2012 BH10                | 29 dicembre 2003  | LINEAR                 |
| 482395 - | 2012 BN12                | 18 gennaio 2012   | Spacewatch             |
| 482396 - | 2012 BD13                | 29 ottobre 2005   | Mt. Lemmon Survey      |
| 482397 - | 2012 BO15                | 6 aprile 2008     | Mt. Lemmon Survey      |
| 482398 - | 2012 BV16                | 1º dicembre 2005  | Spacewatch             |
| 482399 - | 2012 BW21                | 25 gennaio 2007   | CSS                    |
| 482400 - | 2012 BX24                | 28 dicembre 2011  | Spacewatch             |

## 482401-482500
| Nome     | Designazione provvisoria | Data di scoperta  | Scopritore           |
| -------- | ------------------------ | ----------------- | -------------------- |
| 482401 - | 2012 BO28                | 17 dicembre 2003  | LINEAR               |
| 482402 - | 2012 BR31                | 29 dicembre 2011  | Mt. Lemmon Survey    |
| 482403 - | 2012 BD32                | 26 dicembre 2011  | Spacewatch           |
| 482404 - | 2012 BO37                | 25 dicembre 2005  | Spacewatch           |
| 482405 - | 2012 BY46                | 30 dicembre 2011  | Spacewatch           |
| 482406 - | 2012 BD60                | 1º dicembre 2005  | CSS                  |
| 482407 - | 2012 BS68                | 21 gennaio 2012   | Spacewatch           |
| 482408 - | 2012 BZ69                | 16 febbraio 2007  | Mt. Lemmon Survey    |
| 482409 - | 2012 BO73                | 15 marzo 2007     | CSS                  |
| 482410 - | 2012 BY73                | 14 ottobre 2010   | Mt. Lemmon Survey    |
| 482411 - | 2012 BL74                | 1º gennaio 2012   | Mt. Lemmon Survey    |
| 482412 - | 2012 BJ77                | 19 gennaio 2012   | CSS                  |
| 482413 - | 2012 BL82                | 25 dicembre 2005  | Spacewatch           |
| 482414 - | 2012 BK93                | 18 gennaio 2012   | Spacewatch           |
| 482415 - | 2012 BB94                | 5 novembre 2010   | Mt. Lemmon Survey    |
| 482416 - | 2012 BA106               | 10 dicembre 2005  | Spacewatch           |
| 482417 - | 2012 BH109               | 27 gennaio 2012   | Spacewatch           |
| 482418 - | 2012 BN121               | 31 ottobre 2010   | Mt. Lemmon Survey    |
| 482419 - | 2012 BB126               | 20 gennaio 2012   | Spacewatch           |
| 482420 - | 2012 BK132               | 27 ottobre 2005   | CSS                  |
| 482421 - | 2012 BP133               | 1º agosto 2010    | WISE                 |
| 482422 - | 2012 BT136               | 5 dicembre 2005   | Spacewatch           |
| 482423 - | 2012 BN137               | 30 dicembre 2005  | Spacewatch           |
| 482424 - | 2012 CS5                 | 4 ottobre 2004    | Spacewatch           |
| 482425 - | 2012 CB8                 | 17 febbraio 2007  | Mt. Lemmon Survey    |
| 482426 - | 2012 CG9                 | 2 febbraio 2001   | Spacewatch           |
| 482427 - | 2012 CZ16                | 14 marzo 2007     | Mt. Lemmon Survey    |
| 482428 - | 2012 CT18                | 17 agosto 2009    | Spacewatch           |
| 482429 - | 2012 CK29                | 5 gennaio 2006    | CSS                  |
| 482430 - | 2012 CV32                | 30 giugno 2010    | WISE                 |
| 482431 - | 2012 CH37                | 31 ottobre 2010   | Spacewatch           |
| 482432 - | 2012 CN41                | 30 settembre 2010 | Spacewatch           |
| 482433 - | 2012 CV51                | 16 novembre 2010  | Mt. Lemmon Survey    |
| 482434 - | 2012 CD53                | 16 marzo 2007     | Spacewatch           |
| 482435 - | 2012 CS54                | 27 agosto 2009    | Spacewatch           |
| 482436 - | 2012 CC56                | 25 dicembre 2011  | Mt. Lemmon Survey    |
| 482437 - | 2012 DC4                 | 27 dicembre 2005  | Mt. Lemmon Survey    |
| 482438 - | 2012 DK5                 | 29 luglio 2010    | WISE                 |
| 482439 - | 2012 DM8                 | 13 febbraio 2004  | Spacewatch           |
| 482440 - | 2012 DS12                | 13 febbraio 2012  | Spacewatch           |
| 482441 - | 2012 DZ14                | 26 aprile 2007    | Mt. Lemmon Survey    |
| 482442 - | 2012 DS26                | 25 dicembre 2010  | Spacewatch           |
| 482443 - | 2012 DG28                | 14 marzo 2007     | Spacewatch           |
| 482444 - | 2012 DV29                | 2 dicembre 2005   | CSS                  |
| 482445 - | 2012 DG36                | 31 luglio 1997    | Spacewatch           |
| 482446 - | 2012 DH38                | 27 dicembre 2005  | Spacewatch           |
| 482447 - | 2012 DD39                | 27 dicembre 2011  | Mt. Lemmon Survey    |
| 482448 - | 2012 DR55                | 25 dicembre 2011  | Mt. Lemmon Survey    |
| 482449 - | 2012 DV58                | 30 settembre 2010 | Mt. Lemmon Survey    |
| 482450 - | 2012 DR61                | 6 dicembre 2005   | Mt. Lemmon Survey    |
| 482451 - | 2012 DY62                | 27 luglio 2009    | Spacewatch           |
| 482452 - | 2012 DF79                | 10 maggio 2007    | Spacewatch           |
| 482453 - | 2012 ES8                 | 23 febbraio 2012  | Mt. Lemmon Survey    |
| 482454 - | 2012 EY9                 | 25 settembre 2005 | Spacewatch           |
| 482455 - | 2012 FZ1                 | 18 marzo 2007     | Spacewatch           |
| 482456 - | 2012 FL3                 | 2 dicembre 2005   | Spacewatch           |
| 482457 - | 2012 FH44                | 21 settembre 2003 | CINEOS               |
| 482458 - | 2012 FA72                | 6 dicembre 2010   | Spacewatch           |
| 482459 - | 2012 FK72                | 25 ottobre 2009   | Mt. Lemmon Survey    |
| 482460 - | 2012 GD12                | 8 giugno 2007     | Spacewatch           |
| 482461 - | 2012 GP29                | 27 dicembre 2005  | Spacewatch           |
| 482462 - | 2012 HB57                | 23 marzo 2012     | Spacewatch           |
| 482463 - | 2012 JL                  | 19 aprile 2012    | Mt. Lemmon Survey    |
| 482464 - | 2012 JL62                | 14 maggio 2012    | Siding Spring Survey |
| 482465 - | 2012 KH47                | 30 maggio 2012    | Mt. Lemmon Survey    |
| 482466 - | 2012 KM48                | 13 gennaio 2011   | Mt. Lemmon Survey    |
| 482467 - | 2012 LK9                 | 12 giugno 2012    | Pan-STARRS 1         |
| 482468 - | 2012 OG3                 | 30 gennaio 2004   | Spacewatch           |
| 482469 - | 2012 OM3                 | 12 ottobre 2009   | Mt. Lemmon Survey    |
| 482470 - | 2012 PA26                | 8 dicembre 2010   | Mt. Lemmon Survey    |
| 482471 - | 2012 QR23                | 24 agosto 2012    | Spacewatch           |
| 482472 - | 2012 QU38                | 24 agosto 2012    | Spacewatch           |
| 482473 - | 2012 QP49                | 4 gennaio 2010    | Spacewatch           |
| 482474 - | 2012 RJ1                 | 23 settembre 2005 | Spacewatch           |
| 482475 - | 2012 RK1                 | 28 agosto 2001    | Spacewatch           |
| 482476 - | 2012 RC6                 | 21 settembre 2001 | LONEOS               |
| 482477 - | 2012 RX6                 | 11 settembre 2001 | LONEOS               |
| 482478 - | 2012 RM8                 | 13 giugno 2005    | Mt. Lemmon Survey    |
| 482479 - | 2012 RJ14                | 19 novembre 2001  | LONEOS               |
| 482480 - | 2012 RM18                | 24 dicembre 2005  | LINEAR               |
| 482481 - | 2012 RU22                | 30 luglio 2008    | Spacewatch           |
| 482482 - | 2012 RY23                | 27 ottobre 2008   | Mt. Lemmon Survey    |
| 482483 - | 2012 RC32                | 10 marzo 2011     | Spacewatch           |
| 482484 - | 2012 RU40                | 30 ottobre 2005   | Mt. Lemmon Survey    |
| 482485 - | 2012 RC43                | 15 settembre 2012 | CSS                  |
| 482486 - | 2012 SP9                 | 12 settembre 2001 | LINEAR               |
| 482487 - | 2012 SY12                | 17 settembre 2012 | Spacewatch           |
| 482488 - | 2012 SW20                | 18 settembre 2012 | CSS                  |
| 482489 - | 2012 SF26                | 6 dicembre 2005   | Spacewatch           |
| 482490 - | 2012 SW27                | 25 dicembre 2005  | Spacewatch           |
| 482491 - | 2012 SW38                | 14 ottobre 2001   | LINEAR               |
| 482492 - | 2012 SX54                | 28 agosto 2012    | Mt. Lemmon Survey    |
| 482493 - | 2012 SD56                | 16 febbraio 2010  | Spacewatch           |
| 482494 - | 2012 SJ66                | 8 giugno 2008     | Spacewatch           |
| 482495 - | 2012 TM1                 | 18 settembre 1995 | Spacewatch           |
| 482496 - | 2012 TV2                 | 30 luglio 2008    | Mt. Lemmon Survey    |
| 482497 - | 2012 TN6                 | 18 novembre 2001  | Spacewatch           |
| 482498 - | 2012 TO12                | 23 ottobre 2001   | LINEAR               |
| 482499 - | 2012 TR12                | 18 dicembre 2001  | LINEAR               |
| 482500 - | 2012 TO21                | 11 ottobre 1997   | Spacewatch           |

## 482501-482600
| Nome     | Designazione provvisoria | Data di scoperta  | Scopritore           |
| -------- | ------------------------ | ----------------- | -------------------- |
| 482501 - | 2012 TQ25                | 15 febbraio 2010  | Mt. Lemmon Survey    |
| 482502 - | 2012 TX33                | 14 settembre 2012 | CSS                  |
| 482503 - | 2012 TA35                | 3 settembre 2008  | Spacewatch           |
| 482504 - | 2012 TW68                | 8 ottobre 2008    | Spacewatch           |
| 482505 - | 2012 TQ78                | 6 ottobre 2012    | Pan-STARRS 1         |
| 482506 - | 2012 TE86                | 13 marzo 2007     | Spacewatch           |
| 482507 - | 2012 TE104               | 1º novembre 2005  | Spacewatch           |
| 482508 - | 2012 TM104               | 9 ottobre 2012    | Mt. Lemmon Survey    |
| 482509 - | 2012 TT115               | 3 settembre 2008  | Spacewatch           |
| 482510 - | 2012 TP131               | 4 gennaio 2006    | Mt. Lemmon Survey    |
| 482511 - | 2012 TH134               | 25 febbraio 2011  | Mt. Lemmon Survey    |
| 482512 - | 2012 TO134               | 30 luglio 2008    | Mt. Lemmon Survey    |
| 482513 - | 2012 TV148               | 24 ottobre 2008   | Spacewatch           |
| 482514 - | 2012 TH154               | 3 aprile 2008     | Mt. Lemmon Survey    |
| 482515 - | 2012 TD155               | 18 settembre 2012 | Spacewatch           |
| 482516 - | 2012 TC159               | 4 dicembre 2005   | Spacewatch           |
| 482517 - | 2012 TC162               | 30 luglio 2008    | Spacewatch           |
| 482518 - | 2012 TX165               | 29 novembre 2005  | Spacewatch           |
| 482519 - | 2012 TB167               | 4 dicembre 2008   | CSS                  |
| 482520 - | 2012 TR189               | 5 novembre 2005   | Spacewatch           |
| 482521 - | 2012 TU196               | 10 ottobre 2012   | Mt. Lemmon Survey    |
| 482522 - | 2012 TR206               | 24 ottobre 2005   | Spacewatch           |
| 482523 - | 2012 TK219               | 26 marzo 2011     | Mt. Lemmon Survey    |
| 482524 - | 2012 TE224               | 6 dicembre 2005   | Spacewatch           |
| 482525 - | 2012 TT226               | 30 settembre 2005 | Mt. Lemmon Survey    |
| 482526 - | 2012 TF267               | 29 settembre 2008 | CSS                  |
| 482527 - | 2012 TE288               | 10 ottobre 2012   | Mt. Lemmon Survey    |
| 482528 - | 2012 TF301               | 14 febbraio 2010  | Mt. Lemmon Survey    |
| 482529 - | 2012 TK310               | 27 dicembre 2005  | Spacewatch           |
| 482530 - | 2012 TG314               | 14 ottobre 2012   | CSS                  |
| 482531 - | 2012 TB322               | 19 settembre 2008 | Spacewatch           |
| 482532 - | 2012 UQ                  | 2 novembre 1997   | Spacewatch           |
| 482533 - | 2012 UA34                | 17 ottobre 2012   | Pan-STARRS 1         |
| 482534 - | 2012 UL35                | 5 dicembre 2005   | Mt. Lemmon Survey    |
| 482535 - | 2012 UR43                | 6 settembre 2008  | Spacewatch           |
| 482536 - | 2012 UQ45                | 25 novembre 2005  | Spacewatch           |
| 482537 - | 2012 UB52                | 22 settembre 2008 | Spacewatch           |
| 482538 - | 2012 UG55                | 22 settembre 2008 | CSS                  |
| 482539 - | 2012 UZ66                | 4 settembre 2008  | Spacewatch           |
| 482540 - | 2012 UA70                | 27 settembre 2008 | CSS                  |
| 482541 - | 2012 UR76                | 8 febbraio 2010   | Spacewatch           |
| 482542 - | 2012 UF84                | 3 novembre 2008   | Mt. Lemmon Survey    |
| 482543 - | 2012 UU107               | 7 gennaio 2006    | Spacewatch           |
| 482544 - | 2012 UZ130               | 20 novembre 2001  | Spacewatch           |
| 482545 - | 2012 UV131               | 25 dicembre 2005  | Mt. Lemmon Survey    |
| 482546 - | 2012 UY132               | 24 dicembre 2005  | LINEAR               |
| 482547 - | 2012 UP133               | 19 novembre 2001  | LINEAR               |
| 482548 - | 2012 UF141               | 24 febbraio 2006  | Spacewatch           |
| 482549 - | 2012 UK168               | 20 novembre 2001  | LINEAR               |
| 482550 - | 2012 UV171               | 7 gennaio 2006    | Mt. Lemmon Survey    |
| 482551 - | 2012 VH9                 | 29 luglio 2008    | Spacewatch           |
| 482552 - | 2012 VV10                | 25 novembre 2005  | Mt. Lemmon Survey    |
| 482553 - | 2012 VE25                | 30 maggio 2008    | Mt. Lemmon Survey    |
| 482554 - | 2012 VW36                | 5 novembre 2010   | CSS                  |
| 482555 - | 2012 VP43                | 27 ottobre 2012   | Mt. Lemmon Survey    |
| 482556 - | 2012 VG52                | 21 dicembre 2008  | CSS                  |
| 482557 - | 2012 VL54                | 6 ottobre 2008    | Spacewatch           |
| 482558 - | 2012 VU64                | 4 dicembre 2005   | Spacewatch           |
| 482559 - | 2012 VS70                | 17 dicembre 2001  | Spacewatch           |
| 482560 - | 2012 VF71                | 20 novembre 2008  | Spacewatch           |
| 482561 - | 2012 VZ79                | 21 settembre 2008 | Mt. Lemmon Survey    |
| 482562 - | 2012 VN82                | 13 novembre 2012  | Mt. Lemmon Survey    |
| 482563 - | 2012 VR84                | 25 settembre 2008 | Spacewatch           |
| 482564 - | 2012 VE90                | 6 settembre 2008  | CSS                  |
| 482565 - | 2012 VN98                | 16 novembre 2001  | Spacewatch           |
| 482566 - | 2012 WK4                 | 19 novembre 2012  | Siding Spring Survey |
| 482567 - | 2012 WH6                 | 30 novembre 2008  | Spacewatch           |
| 482568 - | 2012 WL7                 | 20 settembre 2008 | Spacewatch           |
| 482569 - | 2012 WO7                 | 17 novembre 2008  | Spacewatch           |
| 482570 - | 2012 WP16                | 2 dicembre 2004   | Spacewatch           |
| 482571 - | 2012 WT16                | 22 novembre 2012  | Spacewatch           |
| 482572 - | 2012 WW23                | 31 ottobre 2008   | Mt. Lemmon Survey    |
| 482573 - | 2012 WL24                | 18 gennaio 2002   | Spacewatch           |
| 482574 - | 2012 WE27                | 30 dicembre 2008  | Spacewatch           |
| 482575 - | 2012 WY32                | 1º novembre 2008  | Mt. Lemmon Survey    |
| 482576 - | 2012 XO28                | 3 gennaio 2009    | Spacewatch           |
| 482577 - | 2012 XV36                | 20 novembre 2008  | Spacewatch           |
| 482578 - | 2012 XK38                | 5 dicembre 2008   | Spacewatch           |
| 482579 - | 2012 XR40                | 3 dicembre 2012   | Mt. Lemmon Survey    |
| 482580 - | 2012 XH43                | 28 novembre 1999  | Spacewatch           |
| 482581 - | 2012 XO43                | 24 novembre 2008  | Spacewatch           |
| 482582 - | 2012 XA46                | 22 gennaio 2010   | WISE                 |
| 482583 - | 2012 XM48                | 15 dicembre 2004  | Spacewatch           |
| 482584 - | 2012 XA53                | 13 novembre 2012  | Mt. Lemmon Survey    |
| 482585 - | 2012 XC53                | 6 dicembre 2012   | Spacewatch           |
| 482586 - | 2012 XH57                | 28 ottobre 2008   | Mt. Lemmon Survey    |
| 482587 - | 2012 XE84                | 19 dicembre 2003  | Spacewatch           |
| 482588 - | 2012 XP88                | 25 settembre 2012 | Mt. Lemmon Survey    |
| 482589 - | 2012 XX93                | 8 ottobre 2008    | Mt. Lemmon Survey    |
| 482590 - | 2012 XP94                | 4 dicembre 2008   | Spacewatch           |
| 482591 - | 2012 XL105               | 27 aprile 2010    | WISE                 |
| 482592 - | 2012 XE106               | 28 gennaio 2009   | CSS                  |
| 482593 - | 2012 XJ109               | 13 gennaio 2005   | Spacewatch           |
| 482594 - | 2012 XJ117               | 1º ottobre 2008   | Spacewatch           |
| 482595 - | 2012 XH119               | 22 giugno 2010    | Mt. Lemmon Survey    |
| 482596 - | 2012 XZ119               | 8 dicembre 2012   | Spacewatch           |
| 482597 - | 2012 XB130               | 5 novembre 2012   | Spacewatch           |
| 482598 - | 2012 XN135               | 16 gennaio 2009   | LINEAR               |
| 482599 - | 2012 XB145               | 11 dicembre 2012  | Spacewatch           |
| 482600 - | 2012 XV145               | 26 novembre 2012  | Mt. Lemmon Survey    |

## 482601-482700
| Nome     | Designazione provvisoria | Data di scoperta  | Scopritore           |
| -------- | ------------------------ | ----------------- | -------------------- |
| 482601 - | 2012 XO152               | 19 febbraio 2009  | CSS                  |
| 482602 - | 2012 YL4                 | 31 gennaio 2009   | Mt. Lemmon Survey    |
| 482603 - | 2012 YQ4                 | 18 gennaio 2009   | Mt. Lemmon Survey    |
| 482604 - | 2013 AL3                 | 7 maggio 2005     | CSS                  |
| 482605 - | 2013 AT3                 | 8 settembre 1999  | Spacewatch           |
| 482606 - | 2013 AQ5                 | 14 dicembre 2004  | LINEAR               |
| 482607 - | 2013 AJ9                 | 17 marzo 2009     | Spacewatch           |
| 482608 - | 2013 AB12                | 20 gennaio 2009   | Mt. Lemmon Survey    |
| 482609 - | 2013 AE13                | 27 febbraio 2009  | CSS                  |
| 482610 - | 2013 AW18                | 20 febbraio 2009  | Siding Spring Survey |
| 482611 - | 2013 AT19                | 16 gennaio 2009   | Spacewatch           |
| 482612 - | 2013 AB21                | 1º gennaio 2009   | Mt. Lemmon Survey    |
| 482613 - | 2013 AY21                | 1º febbraio 1997  | Spacewatch           |
| 482614 - | 2013 AB22                | 19 novembre 2007  | Mt. Lemmon Survey    |
| 482615 - | 2013 AB23                | 22 dicembre 2008  | Spacewatch           |
| 482616 - | 2013 AM26                | 22 marzo 2010     | WISE                 |
| 482617 - | 2013 AK35                | 6 aprile 2005     | Mt. Lemmon Survey    |
| 482618 - | 2013 AQ35                | 29 settembre 2011 | Mt. Lemmon Survey    |
| 482619 - | 2013 AE36                | 30 dicembre 2008  | Mt. Lemmon Survey    |
| 482620 - | 2013 AZ38                | 5 gennaio 2013    | Spacewatch           |
| 482621 - | 2013 AJ43                | 19 gennaio 2009   | Mt. Lemmon Survey    |
| 482622 - | 2013 AU48                | 5 aprile 2010     | Spacewatch           |
| 482623 - | 2013 AK53                | 19 aprile 2009    | Mt. Lemmon Survey    |
| 482624 - | 2013 AR53                | 20 settembre 2007 | CSS                  |
| 482625 - | 2013 AM56                | 13 novembre 2007  | Mt. Lemmon Survey    |
| 482626 - | 2013 AD57                | 6 gennaio 2013    | Spacewatch           |
| 482627 - | 2013 AK61                | 8 dicembre 2012   | Spacewatch           |
| 482628 - | 2013 AM69                | 31 gennaio 2009   | Mt. Lemmon Survey    |
| 482629 - | 2013 AX69                | 1º febbraio 1995  | Spacewatch           |
| 482630 - | 2013 AN73                | 22 novembre 2006  | Spacewatch           |
| 482631 - | 2013 AM75                | 22 dicembre 2008  | CSS                  |
| 482632 - | 2013 AN79                | 22 dicembre 2008  | Spacewatch           |
| 482633 - | 2013 AE80                | 15 gennaio 2005   | Spacewatch           |
| 482634 - | 2013 AJ84                | 12 novembre 2007  | Mt. Lemmon Survey    |
| 482635 - | 2013 AQ84                | 29 ottobre 2003   | Spacewatch           |
| 482636 - | 2013 AD85                | 22 settembre 2011 | Spacewatch           |
| 482637 - | 2013 AB89                | 20 ottobre 2012   | Mt. Lemmon Survey    |
| 482638 - | 2013 AK94                | 9 febbraio 2005   | Spacewatch           |
| 482639 - | 2013 AH105               | 26 giugno 2011    | Mt. Lemmon Survey    |
| 482640 - | 2013 AZ110               | 30 dicembre 2008  | Mt. Lemmon Survey    |
| 482641 - | 2013 AR115               | 3 novembre 2007   | Spacewatch           |
| 482642 - | 2013 AV115               | 11 dicembre 2012  | Mt. Lemmon Survey    |
| 482643 - | 2013 AB118               | 24 ottobre 2008   | Mt. Lemmon Survey    |
| 482644 - | 2013 AO123               | 5 ottobre 1999    | LINEAR               |
| 482645 - | 2013 AZ125               | 4 gennaio 2013    | Siding Spring Survey |
| 482646 - | 2013 AK126               | 12 settembre 2004 | LINEAR               |
| 482647 - | 2013 AV129               | 3 gennaio 2013    | Mt. Lemmon Survey    |
| 482648 - | 2013 BA4                 | 22 febbraio 2009  | Spacewatch           |
| 482649 - | 2013 BF13                | 23 ottobre 2003   | Spacewatch           |
| 482650 - | 2013 BK18                | 16 gennaio 2013   | Pan-STARRS 1         |
| 482651 - | 2013 BT39                | 22 dicembre 2008  | Mt. Lemmon Survey    |
| 482652 - | 2013 BE40                | 18 gennaio 2013   | Mt. Lemmon Survey    |
| 482653 - | 2013 BB49                | 20 ottobre 2011   | Mt. Lemmon Survey    |
| 482654 - | 2013 BF52                | 4 marzo 2005      | Mt. Lemmon Survey    |
| 482655 - | 2013 BH56                | 5 gennaio 2013    | Mt. Lemmon Survey    |
| 482656 - | 2013 BD57                | 15 ottobre 2007   | CSS                  |
| 482657 - | 2013 BJ57                | 5 gennaio 2013    | Mt. Lemmon Survey    |
| 482658 - | 2013 BK58                | 12 ottobre 2007   | Mt. Lemmon Survey    |
| 482659 - | 2013 BV58                | 3 febbraio 2009   | Mt. Lemmon Survey    |
| 482660 - | 2013 BM64                | 1º febbraio 2009  | Spacewatch           |
| 482661 - | 2013 BT64                | 4 febbraio 2009   | Mt. Lemmon Survey    |
| 482662 - | 2013 BT66                | 27 settembre 2011 | Mt. Lemmon Survey    |
| 482663 - | 2013 BJ73                | 8 gennaio 2000    | LINEAR               |
| 482664 - | 2013 BV78                | 13 dicembre 2012  | Mt. Lemmon Survey    |
| 482665 - | 2013 BT80                | 11 novembre 2004  | Spacewatch           |
| 482666 - | 2013 CV5                 | 9 novembre 2007   | Spacewatch           |
| 482667 - | 2013 CQ10                | 23 ottobre 2011   | Mt. Lemmon Survey    |
| 482668 - | 2013 CW11                | 19 gennaio 2013   | Spacewatch           |
| 482669 - | 2013 CQ16                | 17 gennaio 2013   | Mt. Lemmon Survey    |
| 482670 - | 2013 CM19                | 27 febbraio 2009  | CSS                  |
| 482671 - | 2013 CX22                | 30 dicembre 2008  | Spacewatch           |
| 482672 - | 2013 CQ24                | 7 settembre 1999  | CSS                  |
| 482673 - | 2013 CU27                | 20 novembre 2007  | Spacewatch           |
| 482674 - | 2013 CT48                | 19 gennaio 2013   | Spacewatch           |
| 482675 - | 2013 CX50                | 2 novembre 2007   | Mt. Lemmon Survey    |
| 482676 - | 2013 CW52                | 29 dicembre 2003  | CSS                  |
| 482677 - | 2013 CS54                | 3 marzo 2009      | CSS                  |
| 482678 - | 2013 CV63                | 20 aprile 2009    | Mt. Lemmon Survey    |
| 482679 - | 2013 CC65                | 30 gennaio 2009   | Mt. Lemmon Survey    |
| 482680 - | 2013 CW65                | 17 gennaio 2013   | Mt. Lemmon Survey    |
| 482681 - | 2013 CW66                | 1º febbraio 2009  | Mt. Lemmon Survey    |
| 482682 - | 2013 CD67                | 1º marzo 2009     | Spacewatch           |
| 482683 - | 2013 CN67                | 4 settembre 1999  | Spacewatch           |
| 482684 - | 2013 CD68                | 2 aprile 2009     | Mt. Lemmon Survey    |
| 482685 - | 2013 CN68                | 10 ottobre 1999   | Spacewatch           |
| 482686 - | 2013 CB71                | 18 gennaio 2009   | Spacewatch           |
| 482687 - | 2013 CG71                | 7 gennaio 2000    | Spacewatch           |
| 482688 - | 2013 CU77                | 2 aprile 2005     | Spacewatch           |
| 482689 - | 2013 CO79                | 8 gennaio 2013    | Spacewatch           |
| 482690 - | 2013 CZ90                | 1º aprile 2009    | Spacewatch           |
| 482691 - | 2013 CX101               | 10 febbraio 1996  | Spacewatch           |
| 482692 - | 2013 CP112               | 20 gennaio 2013   | Spacewatch           |
| 482693 - | 2013 CJ114               | 1º novembre 2007  | Spacewatch           |
| 482694 - | 2013 CN121               | 3 marzo 2009      | Spacewatch           |
| 482695 - | 2013 CK124               | 1º marzo 2009     | Mt. Lemmon Survey    |
| 482696 - | 2013 CL124               | 5 gennaio 2013    | Mt. Lemmon Survey    |
| 482697 - | 2013 CB134               | 28 marzo 2010     | WISE                 |
| 482698 - | 2013 CF135               | 3 aprile 2008     | Spacewatch           |
| 482699 - | 2013 CO136               | 20 settembre 2011 | Spacewatch           |
| 482700 - | 2013 CT137               | 24 febbraio 2008  | Mt. Lemmon Survey    |

## 482701-482800
| Nome     | Designazione provvisoria | Data di scoperta  | Scopritore           |
| -------- | ------------------------ | ----------------- | -------------------- |
| 482701 - | 2013 CV140               | 22 gennaio 2004   | LINEAR               |
| 482702 - | 2013 CC155               | 28 agosto 2006    | Spacewatch           |
| 482703 - | 2013 CQ184               | 18 aprile 2009    | CSS                  |
| 482704 - | 2013 CL186               | 14 dicembre 2007  | Mt. Lemmon Survey    |
| 482705 - | 2013 CX190               | 22 aprile 2009    | Mt. Lemmon Survey    |
| 482706 - | 2013 CG193               | 7 dicembre 1999   | Spacewatch           |
| 482707 - | 2013 CV202               | 17 gennaio 2013   | Mt. Lemmon Survey    |
| 482708 - | 2013 CU203               | 6 ottobre 2005    | Mt. Lemmon Survey    |
| 482709 - | 2013 CF208               | 9 gennaio 2013    | Mt. Lemmon Survey    |
| 482710 - | 2013 CS214               | 10 marzo 2008     | Spacewatch           |
| 482711 - | 2013 DJ                  | 24 ottobre 2007   | Mt. Lemmon Survey    |
| 482712 - | 2013 DX2                 | 8 ottobre 2007    | Spacewatch           |
| 482713 - | 2013 DE8                 | 21 aprile 2009    | Mt. Lemmon Survey    |
| 482714 - | 2013 DL9                 | 1º settembre 2010 | Mt. Lemmon Survey    |
| 482715 - | 2013 DO9                 | 11 novembre 2007  | Mt. Lemmon Survey    |
| 482716 - | 2013 DR10                | 11 maggio 2010    | WISE                 |
| 482717 - | 2013 DU15                | 18 febbraio 2004  | Spacewatch           |
| 482718 - | 2013 ET9                 | 15 ottobre 2002   | NEAT                 |
| 482719 - | 2013 EO18                | 16 febbraio 2004  | Spacewatch           |
| 482720 - | 2013 EP18                | 2 aprile 2009     | Spacewatch           |
| 482721 - | 2013 EA22                | 17 febbraio 2013  | Spacewatch           |
| 482722 - | 2013 EN30                | 15 gennaio 2008   | Mt. Lemmon Survey    |
| 482723 - | 2013 ES30                | 7 marzo 2013      | Spacewatch           |
| 482724 - | 2013 EO32                | 4 marzo 2008      | Mt. Lemmon Survey    |
| 482725 - | 2013 EW35                | 4 febbraio 2009   | Mt. Lemmon Survey    |
| 482726 - | 2013 EM40                | 14 gennaio 2013   | CSS                  |
| 482727 - | 2013 EJ57                | 7 ottobre 2005    | Mt. Lemmon Survey    |
| 482728 - | 2013 EE64                | 11 febbraio 2000  | Spacewatch           |
| 482729 - | 2013 EG79                | 18 settembre 2011 | Mt. Lemmon Survey    |
| 482730 - | 2013 EA84                | 10 marzo 2008     | Mt. Lemmon Survey    |
| 482731 - | 2013 EB84                | 18 dicembre 2007  | Mt. Lemmon Survey    |
| 482732 - | 2013 EV86                | 4 aprile 2008     | Spacewatch           |
| 482733 - | 2013 EP87                | 7 aprile 2008     | Spacewatch           |
| 482734 - | 2013 EH90                | 26 marzo 2004     | Spacewatch           |
| 482735 - | 2013 EK93                | 17 giugno 1996    | Spacewatch           |
| 482736 - | 2013 EQ99                | 29 dicembre 2003  | Spacewatch           |
| 482737 - | 2013 EZ102               | 23 gennaio 2004   | LONEOS               |
| 482738 - | 2013 EX105               | 17 gennaio 2013   | Mt. Lemmon Survey    |
| 482739 - | 2013 EO112               | 26 aprile 2008    | Spacewatch           |
| 482740 - | 2013 EB114               | 12 marzo 2008     | Spacewatch           |
| 482741 - | 2013 EA121               | 22 settembre 2011 | Spacewatch           |
| 482742 - | 2013 EB121               | 30 settembre 2005 | Spacewatch           |
| 482743 - | 2013 ED123               | 13 marzo 2013     | Spacewatch           |
| 482744 - | 2013 EW126               | 30 aprile 2008    | Mt. Lemmon Survey    |
| 482745 - | 2013 EX126               | 7 marzo 2013      | Siding Spring Survey |
| 482746 - | 2013 EM128               | 9 novembre 2007   | Spacewatch           |
| 482747 - | 2013 FV                  | 24 settembre 2007 | Spacewatch           |
| 482748 - | 2013 FK2                 | 14 maggio 2008    | Spacewatch           |
| 482749 - | 2013 FB4                 | 24 febbraio 2009  | Mt. Lemmon Survey    |
| 482750 - | 2013 FQ5                 | 28 ottobre 2005   | Spacewatch           |
| 482751 - | 2013 FZ6                 | 1º settembre 2005 | Spacewatch           |
| 482752 - | 2013 FW9                 | 15 marzo 2004     | Spacewatch           |
| 482753 - | 2013 FO13                | 18 marzo 2004     | Spacewatch           |
| 482754 - | 2013 GM6                 | 13 giugno 2009    | Spacewatch           |
| 482755 - | 2013 GQ14                | 3 maggio 2008     | Mt. Lemmon Survey    |
| 482756 - | 2013 GK18                | 3 novembre 2010   | Mt. Lemmon Survey    |
| 482757 - | 2013 GQ24                | 12 marzo 2013     | Spacewatch           |
| 482758 - | 2013 GB28                | 14 gennaio 2012   | Mt. Lemmon Survey    |
| 482759 - | 2013 GA38                | 31 ottobre 2010   | Mt. Lemmon Survey    |
| 482760 - | 2013 GO38                | 5 dicembre 2007   | CSS                  |
| 482761 - | 2013 GZ48                | 30 marzo 2008     | Spacewatch           |
| 482762 - | 2013 GM52                | 26 ottobre 2005   | Spacewatch           |
| 482763 - | 2013 GK55                | 10 marzo 2008     | CSS                  |
| 482764 - | 2013 GF56                | 12 settembre 2010 | Spacewatch           |
| 482765 - | 2013 GZ68                | 1º giugno 2008    | Spacewatch           |
| 482766 - | 2013 GF69                | 10 aprile 2013    | Pan-STARRS 1         |
| 482767 - | 2013 GZ70                | 16 marzo 2013     | CSS                  |
| 482768 - | 2013 GN73                | 11 ottobre 2010   | Mt. Lemmon Survey    |
| 482769 - | 2013 GJ75                | 3 ottobre 2006    | Mt. Lemmon Survey    |
| 482770 - | 2013 GS75                | 31 maggio 2008    | Mt. Lemmon Survey    |
| 482771 - | 2013 GO93                | 9 ottobre 2010    | Mt. Lemmon Survey    |
| 482772 - | 2013 GK95                | 13 dicembre 2006  | Spacewatch           |
| 482773 - | 2013 GM95                | 31 marzo 2008     | Mt. Lemmon Survey    |
| 482774 - | 2013 GP107               | 9 febbraio 2007   | Spacewatch           |
| 482775 - | 2013 GP126               | 13 ottobre 1999   | LINEAR               |
| 482776 - | 2013 GT131               | 10 maggio 2005    | Spacewatch           |
| 482777 - | 2013 HQ12                | 19 aprile 2004    | LINEAR               |
| 482778 - | 2013 HO26                | 21 settembre 2009 | Spacewatch           |
| 482779 - | 2013 HT55                | 4 ottobre 2006    | Mt. Lemmon Survey    |
| 482780 - | 2013 HV69                | 11 aprile 2008    | Mt. Lemmon Survey    |
| 482781 - | 2013 HO85                | 3 novembre 2005   | Mt. Lemmon Survey    |
| 482782 - | 2013 HH119               | 25 novembre 2005  | Spacewatch           |
| 482783 - | 2013 JZ34                | 18 settembre 2010 | Mt. Lemmon Survey    |
| 482784 - | 2013 JD63                | 30 ottobre 2010   | Mt. Lemmon Survey    |
| 482785 - | 2013 KD1                 | 29 ottobre 2010   | Mt. Lemmon Survey    |
| 482786 - | 2013 KX7                 | 20 ottobre 2006   | Mt. Lemmon Survey    |
| 482787 - | 2013 KB17                | 16 gennaio 2010   | WISE                 |
| 482788 - | 2013 LU3                 | 1º giugno 2013    | Spacewatch           |
| 482789 - | 2013 LY10                | 10 maggio 2007    | CSS                  |
| 482790 - | 2013 LS11                | 4 giugno 2013     | Spacewatch           |
| 482791 - | 2013 LX15                | 23 aprile 2013    | Mt. Lemmon Survey    |
| 482792 - | 2013 LO17                | 4 dicembre 1999   | CSS                  |
| 482793 - | 2013 LP22                | 22 novembre 2005  | Spacewatch           |
| 482794 - | 2013 MG5                 | 28 dicembre 2003  | LINEAR               |
| 482795 - | 2013 PO29                | 4 dicembre 2008   | Mt. Lemmon Survey    |
| 482796 - | 2013 QJ10                | 24 agosto 2013    | OAM                  |
| 482797 - | 2013 QX46                | 3 dicembre 2008   | CSS                  |
| 482798 - | 2013 QK48                | 29 agosto 2013    | Pan-STARRS 1         |
| 482799 - | 2013 RQ4                 | 30 gennaio 2012   | Mt. Lemmon Survey    |
| 482800 - | 2013 RU16                | 5 settembre 2008  | Spacewatch           |

## 482801-482900
| Nome     | Designazione provvisoria | Data di scoperta  | Scopritore                           |
| -------- | ------------------------ | ----------------- | ------------------------------------ |
| 482801 - | 2013 RO73                | 27 dicembre 2011  | Mt. Lemmon Survey                    |
| 482802 - | 2013 TL114               | 11 ottobre 2010   | Spacewatch                           |
| 482803 - | 2013 TY135               | 17 settembre 2013 | Mt. Lemmon Survey                    |
| 482804 - | 2013 UM                  | 11 giugno 2004    | LINEAR                               |
| 482805 - | 2013 VB2                 | 1º novembre 2005  | CSS                                  |
| 482806 - | 2013 WH4                 | 16 ottobre 2013   | Mt. Lemmon Survey                    |
| 482807 - | 2013 WY15                | 2 novembre 2013   | Mt. Lemmon Survey                    |
| 482808 - | 2013 WE17                | 16 gennaio 2011   | Mt. Lemmon Survey                    |
| 482809 - | 2013 WU25                | 28 settembre 2013 | CSS                                  |
| 482810 - | 2013 WK26                | 5 ottobre 2013    | Spacewatch                           |
| 482811 - | 2013 WR57                | 10 giugno 2010    | WISE                                 |
| 482812 - | 2013 WJ60                | 25 ottobre 2013   | Spacewatch                           |
| 482813 - | 2013 WH67                | 26 novembre 2005  | Mt. Lemmon Survey                    |
| 482814 - | 2013 WM71                | 2 novembre 2013   | Mt. Lemmon Survey                    |
| 482815 - | 2013 WE83                | 16 settembre 2009 | Mt. Lemmon Survey                    |
| 482816 - | 2013 WS90                | 27 maggio 2012    | Mt. Lemmon Survey                    |
| 482817 - | 2013 WX96                | 31 ottobre 2013   | Spacewatch                           |
| 482818 - | 2013 WT99                | 29 novembre 2005  | Spacewatch                           |
| 482819 - | 2013 WB108               | 6 ottobre 2013    | CSS                                  |
| 482820 - | 2013 XL10                | 13 maggio 2004    | LINEAR                               |
| 482821 - | 2013 XL12                | 7 dicembre 2013   | CSS                                  |
| 482822 - | 2013 XH21                | 28 gennaio 2006   | Spacewatch                           |
| 482823 - | 2013 XX21                | 3 novembre 2010   | CSS                                  |
| 482824 - | 2013 XC26                | 6 dicembre 2013   | Pan-STARRS 1                         |
| 482825 - | 2013 YK5                 | 6 marzo 2011      | Spacewatch                           |
| 482826 - | 2013 YC17                | 19 ottobre 2006   | CSS                                  |
| 482827 - | 2013 YU37                | 29 settembre 2003 | Spacewatch                           |
| 482828 - | 2013 YB65                | 17 febbraio 2007  | CSS                                  |
| 482829 - | 2013 YL68                | 16 ottobre 2009   | CSS                                  |
| 482830 - | 2013 YF73                | 20 settembre 2003 | CINEOS                               |
| 482831 - | 2013 YC84                | 23 luglio 1998    | ODAS                                 |
| 482832 - | 2013 YU95                | 28 settembre 2009 | Mt. Lemmon Survey                    |
| 482833 - | 2013 YZ99                | 29 ottobre 2003   | Spacewatch                           |
| 482834 - | 2013 YE116               | 14 dicembre 2006  | Mt. Lemmon Survey                    |
| 482835 - | 2014 AH7                 | 25 settembre 1998 | Beijing Schmidt CCD Asteroid Program |
| 482836 - | 2014 AR16                | 23 agosto 2004    | Spacewatch                           |
| 482837 - | 2014 AD47                | 2 ottobre 2006    | Mt. Lemmon Survey                    |
| 482838 - | 2014 BR4                 | 19 novembre 2006  | CSS                                  |
| 482839 - | 2014 BQ7                 | 24 agosto 2012    | Spacewatch                           |
| 482840 - | 2014 BO20                | 7 febbraio 2007   | Mt. Lemmon Survey                    |
| 482841 - | 2014 BO22                | 27 gennaio 2007   | Mt. Lemmon Survey                    |
| 482842 - | 2014 BR22                | 25 dicembre 2005  | Mt. Lemmon Survey                    |
| 482843 - | 2014 BU34                | 19 settembre 2006 | CSS                                  |
| 482844 - | 2014 BT55                | 14 settembre 2009 | Spacewatch                           |
| 482845 - | 2014 BD59                | 12 gennaio 2014   | Mt. Lemmon Survey                    |
| 482846 - | 2014 CC5                 | 6 gennaio 2010    | Spacewatch                           |
| 482847 - | 2014 CS7                 | 28 maggio 2008    | Spacewatch                           |
| 482848 - | 2014 DS15                | 27 dicembre 2006  | Mt. Lemmon Survey                    |
| 482849 - | 2014 DO23                | 17 settembre 2006 | Spacewatch                           |
| 482850 - | 2014 DR33                | 27 febbraio 2007  | Spacewatch                           |
| 482851 - | 2014 DT34                | 17 novembre 2006  | Spacewatch                           |
| 482852 - | 2014 DP41                | 18 settembre 2012 | Mt. Lemmon Survey                    |
| 482853 - | 2014 DR42                | 11 marzo 2007     | Spacewatch                           |
| 482854 - | 2014 DN51                | 8 gennaio 2010    | Spacewatch                           |
| 482855 - | 2014 DY51                | 20 gennaio 2006   | Spacewatch                           |
| 482856 - | 2014 DJ64                | 23 settembre 2012 | Mt. Lemmon Survey                    |
| 482857 - | 2014 DW72                | 16 ottobre 2012   | Mt. Lemmon Survey                    |
| 482858 - | 2014 DH88                | 8 febbraio 2007   | Spacewatch                           |
| 482859 - | 2014 DB91                | 2 aprile 2011     | Mt. Lemmon Survey                    |
| 482860 - | 2014 DO97                | 12 gennaio 1996   | Spacewatch                           |
| 482861 - | 2014 DF107               | 7 novembre 2007   | Mt. Lemmon Survey                    |
| 482862 - | 2014 DO110               | 27 novembre 2009  | Spacewatch                           |
| 482863 - | 2014 DN115               | 23 febbraio 2007  | Spacewatch                           |
| 482864 - | 2014 DA119               | 21 febbraio 2007  | Mt. Lemmon Survey                    |
| 482865 - | 2014 DC129               | 13 settembre 2007 | Mt. Lemmon Survey                    |
| 482866 - | 2014 DL129               | 19 novembre 2009  | Spacewatch                           |
| 482867 - | 2014 DT129               | 13 luglio 2004    | Siding Spring Survey                 |
| 482868 - | 2014 DM134               | 13 settembre 2007 | Mt. Lemmon Survey                    |
| 482869 - | 2014 DT135               | 12 ottobre 2007   | Spacewatch                           |
| 482870 - | 2014 EB2                 | 24 gennaio 2007   | Spacewatch                           |
| 482871 - | 2014 ER5                 | 9 febbraio 2014   | Spacewatch                           |
| 482872 - | 2014 EM6                 | 17 gennaio 2007   | Spacewatch                           |
| 482873 - | 2014 EZ16                | 20 novembre 2009  | Mt. Lemmon Survey                    |
| 482874 - | 2014 EM19                | 14 novembre 1998  | Spacewatch                           |
| 482875 - | 2014 ER21                | 15 settembre 2009 | Spacewatch                           |
| 482876 - | 2014 EV21                | 15 novembre 1998  | Spacewatch                           |
| 482877 - | 2014 EA22                | 11 dicembre 2012  | Mt. Lemmon Survey                    |
| 482878 - | 2014 EW22                | 6 aprile 1995     | Spacewatch                           |
| 482879 - | 2014 ED30                | 23 settembre 2005 | Spacewatch                           |
| 482880 - | 2014 EX31                | 26 aprile 2010    | Mt. Lemmon Survey                    |
| 482881 - | 2014 ER32                | 26 marzo 2007     | Mt. Lemmon Survey                    |
| 482882 - | 2014 EE42                | 18 settembre 2007 | Spacewatch                           |
| 482883 - | 2014 EK48                | 25 novembre 2006  | Mt. Lemmon Survey                    |
| 482884 - | 2014 EQ51                | 27 dicembre 2006  | Mt. Lemmon Survey                    |
| 482885 - | 2014 FC14                | 1º aprile 2005    | CSS                                  |
| 482886 - | 2014 FL16                | 4 marzo 2010      | Spacewatch                           |
| 482887 - | 2014 FU17                | 16 febbraio 2010  | Mt. Lemmon Survey                    |
| 482888 - | 2014 FH38                | 22 ottobre 2003   | Spacewatch                           |
| 482889 - | 2014 FT51                | 9 gennaio 2006    | Spacewatch                           |
| 482890 - | 2014 FR53                | 20 maggio 2006    | Spacewatch                           |
| 482891 - | 2014 FC65                | 13 maggio 2007    | Spacewatch                           |
| 482892 - | 2014 FR66                | 18 dicembre 2009  | Mt. Lemmon Survey                    |
| 482893 - | 2014 FX66                | 10 ottobre 2007   | Mt. Lemmon Survey                    |
| 482894 - | 2014 GD5                 | 3 ottobre 2003    | Spacewatch                           |
| 482895 - | 2014 GS6                 | 8 dicembre 2012   | Mt. Lemmon Survey                    |
| 482896 - | 2014 GX15                | 27 maggio 2003    | Spacewatch                           |
| 482897 - | 2014 GZ25                | 13 ottobre 2005   | Spacewatch                           |
| 482898 - | 2014 GW41                | 8 marzo 2014      | Mt. Lemmon Survey                    |
| 482899 - | 2014 GT42                | 12 dicembre 2012  | Mt. Lemmon Survey                    |
| 482900 - | 2014 HG3                 | 12 maggio 2010    | Mt. Lemmon Survey                    |

## 482901-483000
| Nome     | Designazione provvisoria | Data di scoperta  | Scopritore                           |
| -------- | ------------------------ | ----------------- | ------------------------------------ |
| 482901 - | 2014 HA12                | 30 novembre 2008  | Mt. Lemmon Survey                    |
| 482902 - | 2014 HG14                | 8 novembre 2007   | Spacewatch                           |
| 482903 - | 2014 HP18                | 26 novembre 2012  | Mt. Lemmon Survey                    |
| 482904 - | 2014 HO22                | 15 gennaio 2009   | Spacewatch                           |
| 482905 - | 2014 HX25                | 30 ottobre 2011   | Spacewatch                           |
| 482906 - | 2014 HA26                | 27 aprile 2009    | Mt. Lemmon Survey                    |
| 482907 - | 2014 HB30                | 8 maggio 2005     | Spacewatch                           |
| 482908 - | 2014 HT31                | 28 settembre 2003 | LONEOS                               |
| 482909 - | 2014 HD38                | 13 settembre 2004 | LINEAR                               |
| 482910 - | 2014 HV42                | 19 ottobre 2011   | Mt. Lemmon Survey                    |
| 482911 - | 2014 HR47                | 21 ottobre 2008   | Mt. Lemmon Survey                    |
| 482912 - | 2014 HW51                | 19 ottobre 2007   | Mt. Lemmon Survey                    |
| 482913 - | 2014 HT70                | 7 novembre 2007   | Spacewatch                           |
| 482914 - | 2014 HV73                | 2 ottobre 2008    | Mt. Lemmon Survey                    |
| 482915 - | 2014 HB93                | 2 marzo 2009      | Mt. Lemmon Survey                    |
| 482916 - | 2014 HO112               | 5 febbraio 2013   | Mt. Lemmon Survey                    |
| 482917 - | 2014 HL135               | 19 ottobre 2011   | Mt. Lemmon Survey                    |
| 482918 - | 2014 HO145               | 23 settembre 2008 | Mt. Lemmon Survey                    |
| 482919 - | 2014 HK155               | 1º maggio 2006    | Spacewatch                           |
| 482920 - | 2014 HM159               | 26 dicembre 2011  | Mt. Lemmon Survey                    |
| 482921 - | 2014 HR159               | 3 agosto 2010     | WISE                                 |
| 482922 - | 2014 HF161               | 10 gennaio 2013   | Spacewatch                           |
| 482923 - | 2014 HL164               | 7 agosto 2010     | WISE                                 |
| 482924 - | 2014 HJ183               | 22 febbraio 2009  | Spacewatch                           |
| 482925 - | 2014 HF185               | 29 ottobre 2005   | Spacewatch                           |
| 482926 - | 2014 HA187               | 10 giugno 2010    | WISE                                 |
| 482927 - | 2014 HE195               | 15 ottobre 2007   | Mt. Lemmon Survey                    |
| 482928 - | 2014 JW                  | 18 maggio 2010    | WISE                                 |
| 482929 - | 2014 JZ4                 | 16 gennaio 1997   | CINEOS                               |
| 482930 - | 2014 JY10                | 7 dicembre 1999   | CSS                                  |
| 482931 - | 2014 JB17                | 10 maggio 2003    | Spacewatch                           |
| 482932 - | 2014 JG24                | 25 maggio 2003    | Spacewatch                           |
| 482933 - | 2014 JC27                | 18 giugno 2010    | WISE                                 |
| 482934 - | 2014 JH29                | 2 dicembre 2008   | Spacewatch                           |
| 482935 - | 2014 JX36                | 19 gennaio 2013   | Mt. Lemmon Survey                    |
| 482936 - | 2014 JR38                | 23 giugno 2010    | WISE                                 |
| 482937 - | 2014 JO48                | 23 novembre 2006  | Spacewatch                           |
| 482938 - | 2014 JO52                | 3 novembre 2011   | Spacewatch                           |
| 482939 - | 2014 JM59                | 4 maggio 2005     | Spacewatch                           |
| 482940 - | 2014 JH61                | 8 ottobre 2007    | Mt. Lemmon Survey                    |
| 482941 - | 2014 JP61                | 13 febbraio 2008  | Mt. Lemmon Survey                    |
| 482942 - | 2014 JS61                | 6 febbraio 2007   | Mt. Lemmon Survey                    |
| 482943 - | 2014 JJ62                | 15 novembre 2007  | Mt. Lemmon Survey                    |
| 482944 - | 2014 JL67                | 26 aprile 2010    | WISE                                 |
| 482945 - | 2014 JJ69                | 19 novembre 1995  | Spacewatch                           |
| 482946 - | 2014 JM69                | 18 aprile 2007    | Mt. Lemmon Survey                    |
| 482947 - | 2014 JU77                | 6 ottobre 1999    | Spacewatch                           |
| 482948 - | 2014 KG1                 | 19 novembre 2008  | Mt. Lemmon Survey                    |
| 482949 - | 2014 KV2                 | 11 luglio 2010    | WISE                                 |
| 482950 - | 2014 KV15                | 24 aprile 2003    | Spacewatch                           |
| 482951 - | 2014 KZ18                | 20 marzo 2007     | Spacewatch                           |
| 482952 - | 2014 KP26                | 29 settembre 2010 | Mt. Lemmon Survey                    |
| 482953 - | 2014 KR26                | 14 ottobre 2010   | Mt. Lemmon Survey                    |
| 482954 - | 2014 KJ36                | 19 dicembre 2007  | Mt. Lemmon Survey                    |
| 482955 - | 2014 KB42                | 13 luglio 2010    | WISE                                 |
| 482956 - | 2014 KJ43                | 1º febbraio 2009  | Mt. Lemmon Survey                    |
| 482957 - | 2014 KR43                | 5 marzo 2013      | Mt. Lemmon Survey                    |
| 482958 - | 2014 KJ52                | 22 giugno 2009    | Mt. Lemmon Survey                    |
| 482959 - | 2014 KG56                | 4 gennaio 2013    | Spacewatch                           |
| 482960 - | 2014 KK58                | 1º maggio 2014    | Mt. Lemmon Survey                    |
| 482961 - | 2014 KO59                | 19 dicembre 2007  | Mt. Lemmon Survey                    |
| 482962 - | 2014 KS65                | 13 dicembre 2004  | Spacewatch                           |
| 482963 - | 2014 KA67                | 8 ottobre 2007    | Mt. Lemmon Survey                    |
| 482964 - | 2014 KD67                | 4 maggio 2014     | Mt. Lemmon Survey                    |
| 482965 - | 2014 KK67                | 4 maggio 2014     | Mt. Lemmon Survey                    |
| 482966 - | 2014 KY68                | 27 ottobre 2005   | CSS                                  |
| 482967 - | 2014 KE69                | 2 ottobre 2010    | Spacewatch                           |
| 482968 - | 2014 KK69                | 20 luglio 2010    | WISE                                 |
| 482969 - | 2014 KY79                | 5 dicembre 2007   | Spacewatch                           |
| 482970 - | 2014 KM82                | 13 settembre 2009 | PMO NEO Survey Program               |
| 482971 - | 2014 KA94                | 2 marzo 2010      | WISE                                 |
| 482972 - | 2014 KY95                | 28 ottobre 2005   | Spacewatch                           |
| 482973 - | 2014 KT98                | 11 aprile 2003    | Spacewatch                           |
| 482974 - | 2014 LL                  | 11 marzo 2005     | Spacewatch                           |
| 482975 - | 2014 LX3                 | 27 luglio 2010    | WISE                                 |
| 482976 - | 2014 LF8                 | 28 gennaio 2006   | Spacewatch                           |
| 482977 - | 2014 LF28                | 29 settembre 2011 | Mt. Lemmon Survey                    |
| 482978 - | 2014 MS8                 | 16 maggio 2010    | Mt. Lemmon Survey                    |
| 482979 - | 2014 MO23                | 30 novembre 2008  | Mt. Lemmon Survey                    |
| 482980 - | 2014 MK28                | 10 giugno 2010    | CSS                                  |
| 482981 - | 2014 ME48                | 1º aprile 2009    | Mt. Lemmon Survey                    |
| 482982 - | 2014 NP55                | 2 gennaio 2009    | Spacewatch                           |
| 482983 - | 2014 NP62                | 14 ottobre 2010   | Mt. Lemmon Survey                    |
| 482984 - | 2014 OJ7                 | 7 gennaio 2006    | Spacewatch                           |
| 482985 - | 2014 OY13                | 11 maggio 2010    | Mt. Lemmon Survey                    |
| 482986 - | 2014 OD52                | 7 agosto 2008     | Spacewatch                           |
| 482987 - | 2014 OM88                | 5 gennaio 2012    | Spacewatch                           |
| 482988 - | 2014 OH90                | 1º aprile 2013    | Siding Spring Survey                 |
| 482989 - | 2014 OV159               | 19 gennaio 2012   | Pan-STARRS 1                         |
| 482990 - | 2014 OK165               | 17 aprile 2009    | Mt. Lemmon Survey                    |
| 482991 - | 2014 OA333               | 3 aprile 2013     | Mt. Lemmon Survey                    |
| 482992 - | 2014 OP346               | 23 febbraio 2007  | Mt. Lemmon Survey                    |
| 482993 - | 2014 OO372               | 2 gennaio 2012    | Mt. Lemmon Survey                    |
| 482994 - | 2014 PK7                 | 4 gennaio 2006    | Spacewatch                           |
| 482995 - | 2014 QD38                | 22 agosto 1998    | Beijing Schmidt CCD Asteroid Program |
| 482996 - | 2014 QJ72                | 25 dicembre 2005  | Spacewatch                           |
| 482997 - | 2014 QR102               | 27 gennaio 2012   | Mt. Lemmon Survey                    |
| 482998 - | 2014 QS271               | 29 agosto 2005    | Spacewatch                           |
| 482999 - | 2014 QZ285               | 15 marzo 2012     | Spacewatch                           |
| 483000 - | 2014 QP300               | 2 febbraio 2006   | Mt. Lemmon Survey                    |